# Юнгам Балтики
Памятник «Юнгам Балтики» — памятник в Василеостровском районе города Санкт-Петербурга. Установлен на одноимённой площади 24 мая 1999 года. Проект памятника был задумал и реализован силами Общества ветеранов-юнг дважды Краснознаменного Балтийского флота. На гранитном постаменте памятника нанесена надпись «Юнгам Балтики» и  годы — 1941 и 1945. 
Скульптурная композиция выполнена из бронзы, а постамент из серого гранита. Скульптор Л. Ю. Эйдлин. Архитектор В. Л. Спиридонов. Художник В. Г. Пассарар.
Памятник вылеплен с Павла Ивановича Семёнова, орденоносца (награждён двумя орденами Отечественной войны, орденом Красной Звезды, медалями «Партизану Отечественной войны», «За взятие Кёнигсберга», «За победу над Германией», медалями Ушакова и Нахимова).